# コーディ・グレン
コーディ・グレン（Cordy Glenn 1989年9月18日- ）はジョージア州リバーデイル出身のアメリカンフットボール選手。ポジションはオフェンシブタックル（OT）。現在はフリーエージェント。

## 経歴
高校時代は、オフェンシブラインマンとディフェンシブラインマンのそれぞれでプレーしており、ウィル・ラックリーとチームメートであった。大学進学の際、Rivals.com から4つ星に評価された。2008年のガードでは16位にランクされている。
ジョージア大学へ進学した後は1年次に10試合の先発を含む13試合に出場し、カレッジフットボールニュースが選ぶオールフレッシュマンファーストチームに選ばれ、在学中の4年間で50試合に先発出場した。これは、ジョージア大学のオフェンシブラインマンとしては歴代トップのクリント・ボーリングに並ぶタイ記録であった。左ガードとしては28試合、左タックルとしては18試合、右ガードとしては4試合で先発している。
ジョージア大学在学中の2010年にはオールアメリカンに選ばれ、カレッジフットボールのトップクラスのガードの1人と考えられた。
2011年には、サウスイースタン・カンファレンスのファーストチームに選ばれた。
2012年のドラフト・コンバインでは、40ヤード走やポジションドリルで評価を高めた。NFLドラフト前には、ガードの選手としてはデビッド・デカストロに次ぐ高い評価を受けた。ドラフトでは、2巡41位でバッファロー・ビルズから指名されて入団した。同年8月にチャン・ゲイリーヘッドコーチより先発左タックルに指名された。
2013年には全試合先発出場し、2015年までの4年間で61試合に先発出場した。2016年3月1日、ビルズより非独占フランチャイズ指定を受けた。

## 人物
大学では主にガードとしてプレーしていたが、タックルとしてプレーできる運動能力と機動力も持っている。軽快なフットワークとリーチの長さがあり、サイズ、強さも備えている。ドラフト前には、40ヤード走で瞬発力の高さを、ポジションドリルで滑らかな動きを見せた。